# ОШ „Свети Сава” Баточина
Основна школа „Свети Сава“ је једина школа за основношколско образовање и васпитање на територији општине Баточина. Поред матичне школе у Баточини у свом саставу има и девет издвојених одељења. Од издвојених одељења издвајају се два осморазредна у Брзану и Бадњевцу и седам четвороразредних одељења у: Доброводици, Кијеву,  Црном Калу, Жировници, Милатовцу, Прњавору и Солилу.
Спајањем трију школа, се седиштем у Баточини, Брзану и Бадњевцу, 1. јануара 1992. године, нестала је основна школа „Свети Сава“, са поменутим издвојеним одељењима и матичном школом.

## Историја

### Оснивање школе
У Баточини се школа први пут помиње 1836. године, а њен први учитењ био је Драгутин Миладиновић који је окупио осам ученика. Школа је радила до Петровдана када је учитељ отишао. За учитеља 1839. долази Срећко Миливојевић из Десимироваца. Он је због лошег плаћања напустио школу и отишао за свештеника. Школа у Баточини није радила све до 1843. године када је министар просвете послао свршеног богослова Димитрија Поповића, али је и он због нерешеног питања плаћања отишао из Баточине.
Крајем 1844. Баточинци су се организовали, одредили плату учитељу од 600 гроша, школу су сместили у општинску зграду, а за учитеља довели Александра Добрића из Карловца. Школа је 1846. имала десет ђака, а 1850. године 11 ђака.
Школска зграда је своје место добила 1861. године када је кнез Михаило Обреновић уступио конак наслеђен од оца Милоша Обреновића. Међутим, проблем је настао када је у исту зграду усељена и судница што је изазвало сукоб школе и општине 1871. и 1872. године, јер су деца морала да гледају ухапшене и слушају оптужбе. Са повећањем деце повећао се и број учитеља, па је тако школа 1890. године добила четвртог учитеља. То је стварало проблеме са стамбеним простором, јер је Баточина 1881. године имала 45 ђака, а већ 1898. године 130 ђака. Због тога је 1899. године конак преправљан, порушен је један зид како би се направила додатна учионица.
Нарочито се повећао број женске деце, па је Министартсво просвете наредило да се 1894. године отвори Женска школа, која је самостално радила до 1902. године, када се спојила са постојећом школом. У том периоду радиле су четири учитељице: Даринка Величковић (1894-1895), Марија Милорадовић (1895-1897), Зорка Ракић (1897-1898) и Марија Тодоровић (1898-1902).
Чести су били прекиди наставе у баточинској школи. Настава се прекидала због бербе, због разних болести (због срдобоље, шарлаха и др.), али и поплава. Наставу је прилично ометала стална појава изостајања деце због пољских радова. То је изазивало честе сукобе са школским одборима, који нису хтели да изричу казне родитељима.
Чести су били прекиди наставе. Настава се прекидала због бербе, због разних болести (због срдобоље, шарлаха и др.) и поплава. Наставу је доста ометала стална појава изсостајања деце због пољских радова, па је то изазивало честе сукобе са школским одборима, кои нису хтели да изричу казне родитељима.

### Између два светска рата
После Првог светског рата дошло је дошло је до поделе школе на сеоску и варошку, а коначно 1927. године. Сеоска је остала у конаку, а варошка је добила нову зграду. Године 1929. порушен је конак и на његовом месту је сазидана нова школа, али подељена на два дела - на сеоску и на варошку школу. Школа је подигнута уз посебно заузимање учитења Гвоздена Станића и уз помоћ добротвора Андрије Танасијевића. Он је за школу дао 40.000 динара, од 290.000 колико је требало да се направи школа. Школе су се сјединиле после Другог светског рата.

### После Другог светског рата
Школа се након Другог светског рата звала 14. октобар, а садашње име добила је 1. октобра 1992. године. Пошто је временом прираштај ученика био све већи а школски простор недовољан, јавила се жеља просветних радника и мештана Баточине за изградњу нове и савремене школе. Тако је 28. априла 1970. године Савет основне школе „14. октобар“, донео одлуку да се у Баточини подигне нова школска зграда. У лето 1971. године порушен је већи део старе и 18. августа исте године отпочели су радови на изградњи нове школе. Нова школска зграда је завршена 1973. године.

## Издвојена одељења

### Доброводица
Све до 1870. године доброводичка деца су ишла у грнчарску школу. Када је она укинута деца су прешла углавном у баточинску школу, иако је Доброводица била званично припала ботуњској школи. Доброводичани су у неколико махова покушавали да добију своји школу. Још 1872. године са Кијевцима су добили дозволу за отварање школе, али на крају од свега није било ништа. Већ 1874. био је нов покушај. Поново од свега није било ништа, јер је инжењер Окружног начелства у Крагујевцу установио да зграда која је предложена није за школу. Нови безуспешни покушаји су били 1902. и 1904. године.
Коначно 1914. када је све било спремно за отварање школе и коначно остварење давнашње жеље, рат се испречио томе. Тек после Првог светског рата жеља им се испунила и село је добило школу 1921. године. Зграда школе је изгорела 1941. у Другом светском рату. Од 1947. до 1949. године у селу се организује добровољни рад на зидању нове школске зграде. Нова школа је сазидана у подножју брда Стражевица, а за учитеља је постављен Ђура Божовић. Од 1958/59. године под утицајем реформе, Доброводица се припојила по образовању школи у Баточини и постала је њено физички издвојено одељење. Пошто се школа налазила у подножју брда које је у ствари каменолом, због честих минирања и експлоатације камена школска зграда је пуцала и бивала оштећена сваким даном све више и више. Општина Баточина је одлучила 1983. године да сруши стару зграду и подигне нови објекат. То се догодило у периоду од 1983 - 1985. године, зграда је направљена, школско двориште је асфалтирано и обогаћено тереном за спортове.
Данас у Доброводици постоји издвојено одељење основне школе „Свети Сава“ Баточина. Након четвороразредног школовања ученици настављају школовање у Баточини. Школа је четвороразредна и у њој предају два учитеља. У школској 2003/04 школа је имала десет ученика, а 2011/12 школу је похађало петнаест ученика.

### Кијево
Као и друга села и Кијево је слало своје ђаке у манастиру Грнчарицу. Кијевци су 1891. затражили посебну школу и план зграде послали на одобрење. Против овога су устали Доброводичани коју су слали децу у школу у Баточину. Кијевци нису могли да подигну зграду за нову школу, већ су купили кафану Миладина Милојевића. Након поправки комисија је 19. августа 1892. дозволила коришћење ове зграде за школу. Школа је почела да ради 1. септембра 1892. године.
Нова школска зграда је подигнута тек 1932. године. Школа има две учионице, собу за предшколце и стан за учитеља. У школском дворишту налази се још једна зграда у којој је кухиња са трпезаријом и помоћне просторије за одлагање огрева. У дворишту се налази око 320 садница са 30 различитих врста дрвећа. Поплочане стазе воде до клупа, које су окружене различитим врстама баштенског цвећа. Мало даље је кутак са клацкалицом, тобоганом и вртешком. Иза школе је асфалтно игралиште за мале спортове.
Данас у Кијеву постоји издвојено одељење основне школе „Свети Сава“ Баточина. Након четвороразредног школовања ученици настављају школовање у Баточини. У школској 2019/20. години, у овој школи раде два учитеља, а наставу похађа деветнаест ученика, у четири разреда.

### Црни Као
Црни Као је своје ђаке слао у баточинску школу до 1895. године када је село добило своју школу. Док није била готова школа узета је под кирију приватна кућа Милоша Марковића која је имала три собе. Затим је откупљена кућа Витомира Милојевића са три одељења. Министарство просвете је одобрило отварање школе 1895. године. Прве године школа је имала педесет и два ђака. Школа кроз своју историју није радила само за време Првог светског рата.
Нова школска зграда у којој школа и данас ради саграђена је 1985. године. Школа има две учионице, школску кухињу са трпезаријом, наставничку канцеларију и тоалет.
Данас у Црном Калу постоји издвојено одељење основне школе „Свети Сава“ Баточина. Након четвороразредног школовања ученици настављају школовање у Баточини. Школа је четвороразредна и у њој предају два учитеља. Од школске 2012/13 радиће само један учитељ. У школској 2003/04 школа је имала деветнаест ученика, а 2011/12 школу је похађало двадесет ученика.

### Брзан
На територији данашње општине Баточина прва школа је била у селу Брзану која је била једна од дванаест школа у Шумадији која је радила за време Првог српског устанка. Након устанка школа је престала да постоји.
Брзан је 1848. године добио основну школу. Пошто се временом променила схватања о удобности школе јавила се потреба да се сагради нова школа. На нову зграду школе се све чешће помишљало, али је тек Стојан Новаковић, као министар просвете, 1883. године предузео кораке да се ово питање реши. Брзанци су одлучили да зидају нову школу, а стара је требало да служи док нова не буде готова. Позвани су били и Кијевци, али они су одбили, јер су намеравали да подигну своју школу. Предрачун за школу је износио 44.359,80 динара.
Када је било све спремно за почетак зидања нове зграде, све је пало у заборав. Висока цена нове школске зграде уплашила је сељаке, јер је требало сакупити толики новац. Министарство просвете је предузело оштре мере да би село натерало да приступи изградњи нове школе, па је августа 1889. године затворило школу због старе зграде. Тек када су извршене поправке обеју зграда и обезбеђени станови за учитеље, новембра 1890. године одобрена је обнова наставе. Министарство је још два пута затварало школу и поново је отварало.
Шестог октобра 1901. коначно је освећен је темељ нове школске зграде, а већ 1. септембра 1902. године нова школска зграда је била готова. На отварању школе био је шабачки епископ Димитрије Павловић, који ће касније постати српски патријарх. Он је 1870. године био учитељ у Брзану. За нову школу је утрошено 33.000 динара што је мање утрошеног новца него што је било планирано 1884. године.
У току Првог светског рата зграда је била оштећена. Године 1914. школска зграда је служила за смештај избеглица из Мачве, а 1915. године као амбуланта наше војске све до доласка непријатеља који је претворио у коњушницу. После рата, захваљујући донацији самих сељана која је износила 12.000 круна, школа се обновила и са радом почињу 3 одељења у која, поред деце из Брзана, долазе и деца из Кијева и Доброводице.
Име школе, које је некада гласило „Брзанска школа“, после Другог светског рата је промењено у „Милован Марковић“, по великом ратном хероју из овог села. Мештани су се хвалили овим херојем преко назива школе све до 1991. године, када школа у Брзану постаје део школе у Баточини, па добија име „Свети Сава“. Школска зграда која се данас користи изграђена је 1963. године, а захваљујући скорашњој обнови опремљена је по свим савременим стандардима. Настава се одвија у две смене, а укупан број ученика који тренутно похађа ову школу од 1. до 8. разреда износи 106. Уколико се осврнемо на чињеницу да је у Брзану 1934. године било уписано укупно 353 ученика, и то само до 4. разреда, постаје јасно да је некадашњи проблем са мањком простора претворен у савремени проблем мањка ученика.

### Бадњевац
Основна школа у Бадњевцу основана је 1844. године. Иницијатор за њено оснивање био је свештеник Радован Божић, а за учитеља је дошао Јеврем Миљковић из Гложана. Према подацима за прво полугође 1847. године школа је имала 20 ученика. Учитељ је 1848. године напустио Бадњевац. Те године отворила се школа у манастиру Грнчарица те су бадњевачка деца тамо наставила школовање. Нека су деца касније ишла у школу у Сипићу. Овакво стање је потрајало све до 1868. године када је бадњевачка општина замолила Начелство среза лепеничког да се заузме код надлежних за дозволу отварања школе у Бадњевцу. Дана 20. августа Начелство је донело одлуку да је за школу припремљено све што треба и да Министарство може да постави учитеља. Први учитељ био је Милосав Дубонац. Бадњевац је 1892. године подигао нову школску зграду.
Године 1971. године школа у Бадњевца је била припојена школи у Баточини и добила је име „14. октобар“. Од тада је школа радила као саставни део школе у Баточини. Већ школске 1980/81. године школи се враћа њено старо име „Нада Наумовић“ и више није у саставу школе из Баточине. Због повећаног броја ђака, а самим тим и недовољног школског простора, 1987. године почела је доградња спрата на новој школи. Школа је поново 1992. године припојена Баточини и променила је име у „Свети Сава“ Ученици који похађају V, VI, VII и VIII разред из својих места (Жировница, Милатовац, Прњавор) иду у Бадњевац у школу. Имају обезбеђен аутобуски превоз.

### Жировница
Жировница је до 1870. године своју децу слала у грнчаричку основну школу, када је она престала да ради, морали су да шаљу децу у Ботуње. Због даљине Жировничани су одлучили да отворе своју школу и 6. марта 1871. су се обратили Министарству просвете. Окружни начелник у Крагујевцу известио је Министарство просвете да у Жировници нема много ђака и да деца могу ићи у ботуњску школу отворену прошле године. На исти начин је пропао и други покушај Жировничана да добију школу.
Ипак Жировничани су 8. јуна 1893. обавестили министарство просвете да је за школу у селу направљена лепа зграда од тврдог материјала и замолили су да се пошаље учитељ. Након што је урађена мала поправка коју је тражила комисија школа је била спремна за школску 1893/94. годину. Број ђака се стално повећавао, па је отворена и друга учионица. Године 1902. било је 85 ђака, а од тога 13 су били из Доброводице и Прњавора. Због сиромаштва села одлучено је да се опет ради у једној учионици, па је петнаест ђака који су били вишак послато у ботуњску школу.
Много учитеља је прошло кроз ову школу. Смењивале су се генерације и генерације а зграда школе је остарела и оронула. Дошло се на идеју да се зграда школе реновира, тако да је 1991. године кренуло са реновирањем. Реновирање је трајало две године, а настава се изводила у просторијама спортског клуба. Школске 1993/94. године почело се са радом у новој школи. Школа је мењала и свој назив. Најпре је била Основна школа „Нада Наумовић“ и припадала матичној школи у Бадњевцу, па затим „14. октобар“ са матичном школом у Баточини. Данас школа носи име Основна школа „Свети Сава“ и ради као издвојено одељење Основне школе „Свети Сава“ у Баточини.

### Милатовац
Село Милатовац је са Ресником чинио исту општину па су деца из овог села почтком двадесетог века ишла у школу у Реснику и Цветојевцу. У Милатовцу је оформљена школа после Другог светског рата.
Након ослобођења у Другом светском рату, реорганизацијом, Милатовац је припао општини Баточина. Тадашње руководство баточинске општине одлучило је да се у самом Милатовцу отвори четвороразредна школа. Почеци милатовачка школе везани су за Дом културе и давну 1957. годину. Учитељ је био Радојица Матић из Крагујевца. Школа је била у саставу матичне школе ,,Нада Наумовић” у Бадњевцу.
Данашња школска зграда саграђена је 1986. године. Школа има две учионице, кухињу и канцеларију. Подигнута је уз помоћ општине Баточина, Месне канцеларије Милатовац, али и несебчну помоћ самих мештана.
Данас у Милатовцу постоји издвојено одељење основне школе „Свети Сава“ Баточина. Након четвороразредног школовања ученици настављају школовање у Бадњевцу. У школској 2019/20. години, у овој школи раде два учитеља, а наставу похађа дванаест ученика, у четири разреда.

### Прњавор
Школа у Прњавору је била смештена у конаку манастира Грнчарица и радила је од 1848. до 1870. године. Према подацима за прво полугодиште 1847. године школа је имала само 5-6 ученика, а учитељ је био Атанасије. У школској 1855/56. године је било 43 ученика, распоређених у три разреда. Сем деце из Прњавора, школу су похађала и деца из Жировнице и Доброводице.
Било је неколико покушаја да се у Прњавору подигне школска зграда, мимо манастира, али су сви покушаји завршени без успеха. Због тога, Министарство просвете одлучује да укине постојећу школу у Прњавору. Деца из Прњавора бивају принуђена да похађају школу у Ботуњу, где је изграђена нова школска зграда.
У периоду, док је школа радила у Конаку манастира, радили су следећи учитељи: Јован Јовановић (1581-1852), Јован Савић (1852-1856), Јанко Поповић (1856 – 1858), Димитрије Павловић (1858 -1863), Ђорђе Остојић (1863 – 1867), Живадин Стевановић (1867 – 1869) и Илија Аврамовић (1869 – 1870).
Своју школу Прњавор је поново добио тек уочи Другог светског рата. Школа се 1958. године припојила осморазредној школи у Бадњевцу. Од 1992. године, заједно са бадњевачком школом, припојена је школи у Баточини.
Данас, школа у Прњавору издвојено је одељење матичне Основне школе ,,Свети Сава” у Баточини. Осим деце из Прњавора, њу похађају и деца из Никшића и милатовачког насеља Осојак. У школској 2019/20. години, у овој школи раде два учитеља, а наставу похађа једанаест ученика, у четири разреда.

### Градац
Иако је пре више векова Градац био прво место у лепеничкој жупи, после ослобођења од Турака остао је мало место. Деца из Граца ишла су у школу која је била смештена у конаку манастира Грнчарица у селу Прњавору. После укидања грнчарске школе 1870. деца су се школовала у Баточини.
Касније у измењеним политичким и економским условима имеђу два светска рата, село је економски ојачало, и када су пристигле бројне генерације за школовање, мештани су упутили захтев Министарству просвете да се одобри оснивање школе у њиховом месту, а као аргумент су истицали број деце и тешкоће путвања. Одлука Министарства је била позитивна и Градац је 1932. године добио своју школу. Школа је прво била смештена у кући Спасоја Димитријевића као привремено решење, а 1933. је школа прешла у новоподигнути Задружни дом, са наменским просторијама за школу и станом за учитеља. За првог учитеља у Грацу постављена је Милица Јовановић из Крагујевца. Како је био велики број ученика настава је организована у два наставна одељења. Тако је било све до школске 1945/46. године од када почиње опадање броја ученика и организује се настава у једном одељењу.
Због малог броја ученика од школске 2008/09 школа је престала да ради, а деца у Грацу од тада иду у баточинску школу.